# Epipremnum nobile
Epipremnum nobile — вид квіткових рослин, що належать до роду Epipremnum і родини Araceae.
Поширення і середовище проживання
Його можна зустріти на островах Сулавесі (Індонезія) і Нова Британія (Папуа Нова Гвінея).